# Бамут
Бамут (чеч. Буммат / Бенматт) — село в Сірноводському районі Чечні.
Є адміністративним центром Бамутського сільського поселення.

## Географія
Село розташоване на березі річки Фортанга, в 8 кілометрах на північний захід від районного центру Ачхой-Мартану, відстань до міста Грозний — 48 км.

## Історія
Село було засноване на початку XIX століття. За часів Кавказької війни входило до складу імамата Шаміля. З 1922 року по 1934 рр. входило до складу Інгушської АТ. У 1944 році у після депортації чеченців і інгушів і ліквідації Чечено-Інгушської АРСР селище Бамут було перейменовано в Буковка. Після відновлення Чечено-Інгушської АРСР населеному пункту повернули колишню назву Бамут.

## Населення
За даними перепису 2002 рік а в Бамуті проживало 5137 осіб (2465 чоловіків і 2672 жінки). За даними на 1 січня 2010 року, у Бамуті проживало 5307 осіб (2310 чоловіків і 2997 жінок).